# Gornoprawdinsk
Gornoprawdinsk (ros. Горноправдинск) – osiedle w Rosji, w Chanty-Mansyjskim Okręgu Autonomicznym, w rejonie chanty-mansyjskim. W 2010 liczyło 4844 mieszkańców.